# 潮見が丘
潮見が丘（しおみがおか）は、愛知県名古屋市緑区の町名。現行行政地名は潮見が丘一丁目から潮見が丘三丁目。住居表示未実施。

## 地理
名古屋市緑区の北部に位置し、東に相原郷、西に作の山町、南西と南に鳴海町、北東に旭出、北に鹿山と接する。

## 歴史

### 町名の由来
名古屋市立緑高等学校のある高台がかつて「潮見台」と通称されていたことに由来する。昭和初期までは潮見台から名古屋港をはじめとして、四日市の辺りまで遠望できたことによる。

### 沿革
- 1973年（昭和48年）10月3日 - 緑区鳴海町の一部により、同区潮見が丘一丁目から潮見が丘三丁目が成立する[7]。
- 2010年（平成22年） - 潮見が丘に所在していた名古屋市緑土木事務所が左京山に新築移転する[8]

## 世帯数と人口
2019年（平成31年）3月1日現在の世帯数と人口は以下の通りである。
| 丁目           | 世帯数  | 人口    |
| -------------- | ------- | ------- |
| 潮見が丘一丁目 | 79世帯  | 185人   |
| 潮見が丘二丁目 | 475世帯 | 1,143人 |
| 潮見が丘三丁目 | 201世帯 | 475人   |
| 計             | 755世帯 | 1,803人 |

### 人口の変遷
国勢調査による人口の推移
| 1995年（平成7年）  | 1,995人 | [ 9 ]  |  |
| 2000年（平成12年） | 1,913人 | [ 10 ] |  |
| 2005年（平成17年） | 1,712人 | [ 11 ] |  |
| 2010年（平成22年） | 1,709人 | [ 12 ] |  |
| 2015年（平成27年） | 1,679人 | [ 13 ] |  |

## 学区
市立小・中学校に通う場合、学校等は以下の通りとなる。また、公立高等学校に通う場合の学区は以下の通りとなる。
| 丁目           | 番・番地等 | 小学校               | 中学校                 | 高等学校 |
| -------------- | ---------- | -------------------- | ---------------------- | -------- |
| 潮見が丘一丁目 | 全域       | 名古屋市立旭出小学校 | 名古屋市立滝ノ水中学校 | 尾張学区 |
| 潮見が丘二丁目 | 全域       | 名古屋市立旭出小学校 | 名古屋市立滝ノ水中学校 | 尾張学区 |
| 潮見が丘三丁目 | 全域       | 名古屋市立旭出小学校 | 名古屋市立滝ノ水中学校 | 尾張学区 |

## 交通
- 愛知県道36号諸輪名古屋線

## 施設
- 名古屋市立大学医学部附属みどり市民病院[6]
- 緑信用農業協同組合

## その他

### 日本郵便
- 郵便番号 : 458-0037[3]（集配局：緑郵便局[16]）。